# 島根県立益田養護学校
島根県立益田養護学校（しまねけんりつ ますだようごがっこう）は、島根県益田市にある公立養護学校。校門が交通量の多い国道9号沿いにあるため、校門が常時閉められている。また、2000年創立の比較的新しい養護学校である。

## 沿革
- 2000年（平成12年） - 創立

## 学部
- 小学部
- 中学部
- 高等部

## 所在地
- 島根県益田市横田町2120番1